# Brión (khu tự quản)
Brión là một khu tự quản thuộc bang Miranda, Venezuela. Thủ phủ của khu tự quản Brión đóng tại Higuerote. Khự tự quản Brión có diện tích 531 km2, dân số theo điều tra dân số ngày 21 tháng 10 năm 2001 là 45346 người.